# Eleições parlamentares na Hungria em 2010
As eleições parlamentares húngaras de 2010 foram realizadas em 11 de abril (1º turno) e 25 de abril (2º turno).

## Campanha
Durante a campanha, o candidato Viktor Orbán prometeu "voltar a pôr a economia húngara de pé", organizar o sistema de saúde e "garantir a segurança pública". Para alcançar esses objetivos, seu partido (Fidesz - União Cívica Húngara|Fidesz – União Cívica Húngara) prometeu diminuir os impostos e criar "um milhão de novos empregos em dez anos" (a Hungria tem 10 milhões de habitantes).

## Resultados – primeiro turno

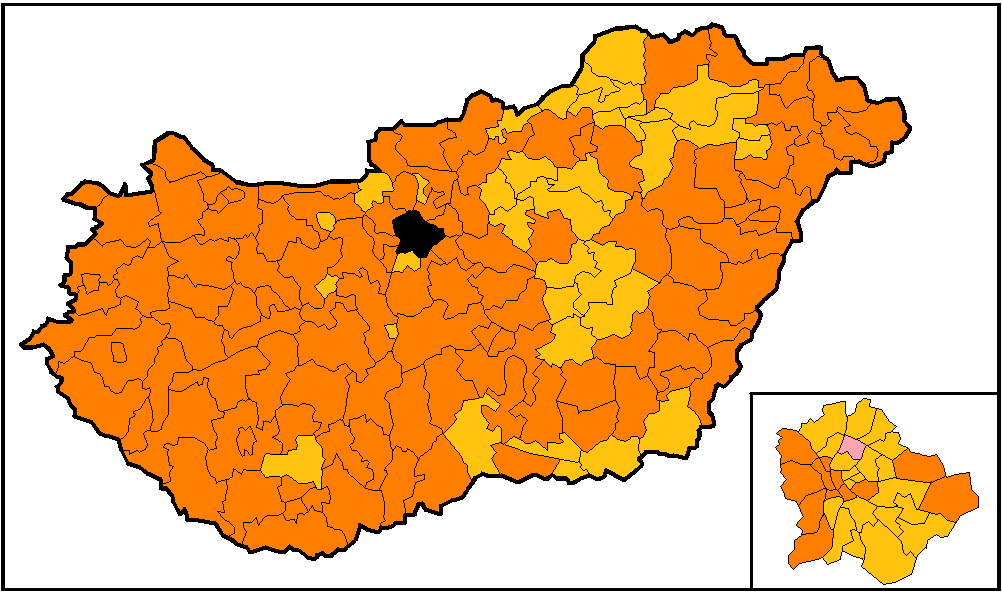
Laranja: Vitória do Fidesz; amarelo: Primeiro colocado - Fidesz ; salmão: Primeiro colocado - MSZP.

O índice de participação foi de 64,29%, ligeiramente inferior ao primeiro turno da votação de 2006 (67,83%). O partido conservador Fidesz, liderado pelo ex-primeiro-ministro Viktor Orbán, venceu o pleito. Segundo os dados, o Fidesz obteve 52,8% dos votos (206 dos 386 assentos do Parlamento), seguido pelo Partido Socialista Húngaro, que obteve 19,3% dos votos. O partido de extrema-direita Jobbik – Movimento para uma Hungria Melhor ficou em terceiro lugar com 16,7% dos votos. Os liberais verdes do A Política Pode Ser Diferente (LMP) conseguiram 25 assentos. Os 121 lugares restantes serão determinados no segundo turno, em 25 de abril.

## Resultados – segundo turno
Os 3.150 colégios eleitorais da Hungria abriram suas portas para 2,5 milhões de eleitores. O Fidesz ganhou a maioria de dois terços do Parlamento húngaro, com obtenção de 263 assentos da casa legislativa, em um total de 386. Seriam cinco cadeiras a mais do que o necessário para o controle dos dois terços, segundo informou o Escritório Nacional de Eleição. "Podemos prometer que nos esforçaremos para merecer esta confiança", declarou Lajos Kosa, um dos principais políticos do Fidesz, a uma multidão que comemorava a vitória no centro da capital, Budapeste. O Partido Socialista, conquistou 59 deputados no Parlamento. O Jobbik alcançou 47 cadeiras e o partido verde "Política Pode Ser Diferente", responde por 16 postos. Há, ainda, um deputado independente.